# JEF United Chiba
JEF United Ichihara Chiba (Japans: ジェフユナイテッド市原・千葉, Jefu Yunaiteddo Ichihara Chiba) is een Japanse voetbalclub. De club komt uit de stad Ichihara en heet sinds 1 februari 2005 JEF United Ichihara Chiba toen de stad Chiba zich ook aansloot bij de club, daarvoor stond de club bekend als JEF United Ichihara.

## Geschiedenis
JEF United Ichihara Chiba is ontstaan in 1991 uit een fusie van twee teams.
JR East FC was de club van de Oost-Japanse spoorwegen, een stuk minder succesvol dan haar fusiepartner Furukawa Electric Company FC, de club van een elektronicafabrikant en het eerste bedrijfsteam dat de Emperor's Cup wist te veroveren. Van beide clubs stamt dan ook de naam af: JE verwijzend naar JR East en F verwijzend naar Furukawa. United is het Engelse woord voor verbonden of samen. Ichihara verwees naar de stad.

## Erelijst

### J-League
- Winnaar in 1976 en 1986 (als Furukawa Electric Company FC)

### Emperor's Cup
- Winnaar in 1960, 1961, 1964 en 1976 (als Furukawa Electric Company FC)
- Verliezend finalist in 1962 en 1984 (als Furukawa Electric Company FC)

### J-League Cup
- Winnaar in 2005 en 2006
- Verliezend finalist in 1998

### Xerox Supercup
- Winnaar in 1977 (als Furukawa Electric Company FC)

### Aziatisch kampioenschap voor landskampioenen
- Winnaar in 1987 (als Furukawa Electric Company FC)

## Eindklasseringen
- Eerst wordt de positie in de eindranglijst vermeld, daarna het aantal teams in de competitie van het desbetreffende jaar. Voorbeeld 1/18 betekent plaats 1 van 18 teams in totaal.

| Jaar | J1    | J2    |
| ---- | ----- | ----- |
| 1993 | 8/10  |       |
| 1994 | 9/12  |       |
| 1995 | 5/14  |       |
| 1996 | 9/16  |       |
| 1997 | 13/17 |       |
| 1998 | 16/18 |       |
| 1999 | 13/16 |       |
| 2000 | 14/16 |       |
| 2001 | 3/16  |       |
| 2002 | 7/16  |       |
| 2003 | 3/16  |       |
| 2004 | 4/16  |       |
| 2005 | 4/18  |       |
| 2006 | 11/18 |       |
| 2007 | 13/18 |       |
| 2008 | 15/18 |       |
| 2009 | 18/18 |       |
| 2010 |       | 19 /4 |

## Bekende (oud-)spelers
- Takeshi Okada
- Yuki Abe
- Takayuki Morimoto
- Takayuki Suzuki
- Seiichiro Maki
- Seishiro Shimatani
- Ken Naganuma
- Kenji Tochio
- Ryuzo Hiraki
- Masao Uchino
- Tsukasa Hosaka
- Saburo Kawabuchi
- Shigeo Yaegashi
- Mitsuo Kamata
- Takeo Takahashi
- Norio Yoshimizu
- Masakatsu Miyamoto
- Kozo Arai
- Choei Sato
- Shigemi Ishii
- Shoji Jo
- Naotake Hanyu
- Satoru Yamagishi
- Yoshikazu Nagai
- Eijun Kiyokumo
- Kozo Tashima
- Yoshio Kato
- Hiroshi Yoshida
- Hideki Maeda
- Yasuhiko Okudera
- Satoshi Miyauchi
- Hisashi Kaneko
- Kazuo Echigo
- Yoshiyuki Matsuyama
- Masanao Sasaki
- Yuji Sakakura
- Nobuhiro Takeda
- Takafumi Ogura
- Kenichi Shimokawa
- Tadatoshi Masuda
- Tomoyuki Sakai
- Shigeyoshi Mochizuki
- Nozomi Hiroyama
- Eisuke Nakanishi
- Kazuyuki Toda
- Teruaki Kurobe
- Toshiya Fujita
- Takayuki Chano
- Shinji Murai
- Yuto Sato
- Koki Mizuno
- Satoshi Yamaguchi
- Hisato Sato
- Naoya Kondo
- Hiroki Mizumoto
- Koki Yonekura
- Shu Kurata
- Mark Milligan
- Matthew Bingley
- Mario Haas
- Mirko Hrgović
- Edin Mujčin
- Ilian Stoyanov
- Ivan Hašek
- Pierre Littbarski
- Frank Ordenewitz
- Owusu Benson
- Nenad Maslovar
- Peter Bosz
- Wynton Rufer
- Eduardo Aranda
- Ovidiu Burcă
- Cosmin Olăroiu
- Gabriel Popescu
- Nenad Đorđević
- Rade Bogdanović
- Ľubomír Moravčík
- Nejc Pečnik
- Željko Milinovič
- Edin Mujčin

## Bekende (oud-)trainers
- Zdenko Verdenik
- Jan Versleijen
- Dwight Lodeweges
- Ivica Osim